# Simone Eberhard
Simone Eberhard (* 28. Juli 1922 in Le Locle, Kanton Neuenburg) ist eine französischsprachige Schweizer Schriftstellerin.

## Leben
Simone Eberhard wuchs in Le Locle auf und absolvierte die dortige Handelsschule. Ihr Werk besteht aus drei Lyrikbänden, einem Hörspiel und Beiträgen in Anthologien. Sie ist Mitglied der Association vaudoise des écrivains und lebt in Lausanne.

## Auszeichnungen
- 1967: Prix des poètes suisses de langue française

## Werke

### Lyrik
- Le Coureur de Solitude, Genf 1967.
- Effractions, La Chaux (Cossonay) 1971.
- De Soleils en Solitudes, suivi de Le Feu grégeois, Genf 1979.

### Hörspiel
- 1972: Le Talisman, Radio Suisse Romande